# Connor Drinan
Connor Drinan (* 20. Juni 1989 in Chicago, Illinois) ist ein professioneller US-amerikanischer Pokerspieler.
Drinan hat sich mit Poker bei Live-Turnieren mehr als 11,5 Millionen US-Dollar erspielt. Er gewann 2016 das High Roller der European Poker Tour in Barcelona und ist zweifacher Braceletgewinner der World Series of Poker. Auf der Onlinepoker-Plattform PokerStars sicherte er sich zudem zahlreiche Titel der Spring Championship of Online Poker und World Championship of Online Poker.

## Persönliches
Drinan stammt aus Arlington Heights im US-Bundesstaat Illinois. Er lebt in Vancouver.

## Pokerkarriere

### Werdegang
Drinan spielt seit Juni 2007 Onlinepoker. Er nutzt auf der Plattform PokerStars den Nickname blanconegro, spielt bei WSOP.com als 666666 und verwendet bei GGPoker seinen echten Namen. Darüber hinaus spielte er als negroblanco bei Full Tilt Poker. Er hat auf PokerStars und Full Tilt Poker bei Turnieren knapp 9 Millionen US-Dollar gewonnen und stand im Jahr 2014 zeitweise auf Platz vier des PokerStake-Rankings, das die erfolgreichsten Onlinepoker-Turnierspieler weltweit listet. 2016, 2017 und 2018 gewann der Amerikaner auf PokerStars jeweils ein Turnier der World Championship of Online Poker. Zudem sicherte er sich 2019 einen sowie 2020 gleich fünf Titel der Spring Championship of Online Poker, womit er einen Rekord aufstellte.
Seine erste Geldplatzierung bei einem Live-Turnier erzielte Drinan Ende Juni 2010 bei der World Series of Poker (WSOP) im Rio All-Suite Hotel and Casino am Las Vegas Strip. Dort belegte er bei einem Event der Variante No Limit Hold’em den mit rund 7500 US-Dollar dotierten 70. Platz. Anfang August 2011 gewann der Amerikaner die Florida State Poker Championship in Pompano Beach mit einer Siegprämie von knapp 380.000 US-Dollar. Bei der WSOP 2013 kam er insgesamt fünfmal ins Geld, dazu zählten der mit 150.000 US-Dollar bezahlte vierte Rang in Six Handed No Limit Hold’em sowie der elfte Platz beim High Roller for One Drop, der ihm mehr als 300.000 US-Dollar einbrachte. Bei der WSOP 2014 spielte er mit dem Big One for One Drop das bis dahin teuerste Pokerturnier weltweit mit einem Buy-in von einer Million US-Dollar. Dabei schied er nach einer vieldiskutierten Hand gegen Cary Katz aus, der genau wie Drinan Asse als Starthand hielt und ihn mit einem Flush aus dem Turnier nahm. Bei der Asia Championship of Poker in Macau erreichte der Amerikaner beim Super-High-Roller-Event Anfang November 2014 den Finaltisch und beendete das Turnier auf dem vierten Platz, der mit mehr als 650.000 US-Dollar dotiert war. Sein bisher höchstes Preisgeld in Höhe von über 3 Millionen US-Dollar kassierte er im Juli 2015, als er beim Super High Roller Bowl im Aria Resort & Casino am Las Vegas Strip hinter Brian Rast und Scott Seiver auf dem dritten Platz landete. Im Januar 2016 sicherte sich Drinan durch zwei Finaltische beim PokerStars Caribbean Adventure auf den Bahamas sowie bei der Aussie Millions Poker Championship in Melbourne mehr als 1,5 Millionen US-Dollar. Ende August 2016 gewann er das High-Roller-Turnier der European Poker Tour in Barcelona mit einer Siegprämie von rund 850.000 Euro. Bei der WSOP 2017 belegte der Amerikaner den 56. Platz im Main Event für rund 120.000 US-Dollar. Anfang September 2020 setzte er sich bei den WSOP Super Million$ der aufgrund der COVID-19-Pandemie auf GGPoker ausgespielten World Series of Poker Online durch und erhielt mehr als 1,4 Millionen US-Dollar sowie ein Bracelet. Bei der WSOP 2021 entschied der Amerikaner ein Turnier in Omaha Hi-Lo 8 or Better für sich und sicherte sich sein zweites Bracelet sowie mehr als 160.000 US-Dollar. Seitdem blieben größere Turniererfolge aus.

### Preisgeldübersicht
| Jahr   | Preisgeld (in $) | Turniersiege |
| ------ | ---------------- | ------------ |
| 2010   | 7.457            | 0            |
| 2011   | 437.190          | 1            |
| 2012   | 23.230           | 0            |
| 2013   | 623.291          | 0            |
| 2014   | 849.291          | 1            |
| 2015   | 4.793.795        | 0            |
| 2016   | 3.428.267        | 1            |
| 2017   | 869.674          | 0            |
| 2018   | 48.953           | 0            |
| 2019   | 175.798          | 0            |
| 2020   | 0                | 0            |
| 2021   | 286.732          | 1            |
| 2022   | 47.699           | 0            |
| 2023   | 130.246          | 0            |
| gesamt | 11.721.623       | 4            |

### Braceletübersicht
Drinan kam bei der WSOP 81-mal ins Geld und gewann zwei Bracelets:
| Jahr   | Buy-in (in $) | Turnier                 | Teilnehmer | Preisgeld (in $) |
| ------ | ------------- | ----------------------- | ---------- | ---------------- |
| 2020 O | 10.000        | WSOP Super Million$     | 899        | 1.423.049        |
| 2021 O | 01.500        | Omaha Hi-Lo 8 or Better | 607        | 0.163.252        |